# کیمواوکی ویلکیه
کیمواوکی ویلکیه (به لهستانی:  Kiemławki Wielkie) یک روستا در لهستان است که در گمینا بارچیانه واقع شده‌است. کیمواوکی ویلکیه  ۹۰ نفر جمعیت دارد.